# ウォキショー郡 (ウィスコンシン州)
ウォキショー郡（英: Waukesha County WAW-kə-shaw）は、アメリカ合衆国ウィスコンシン州の南東部に位置する郡である。人口は40万6978人（2020年）。郡庁所在地はウォキショーであり、同郡で人口最大の都市である。ウォキショー郡はミルウォーキー都市圏に属している。

## 歴史
ウォキショー郡となった地域は、1834年9月にミルウォーキー郡が組織化された時点ではミシガン州に属していた。1836年7月4日、ウィスコンシン準州が形成されたが、このときは現在のミネソタ州の領域も含んでいた。1846年1月、ミルウォーキー郡の一部が分離してウォキショー郡が作られた。カーティス・リードが初代郡議長になった。郡庁所在地を決める住民投票が行われ、2票差でウォキショーがペウォーキーを抑えた。

## 地理
アメリカ合衆国国勢調査局に拠れば、郡域全面積は580平方マイル (1,503 km2)であり、このうち陸地556平方マイル (1,439 km2)、水域は25平方マイル (65 km2)で水域率は4.29％である。

### 湖の国
郡内北西隅には数多い湖があるので、地元住民から「湖の国」と呼ばれている。その地域には、デラフィールド、ハートランド、マートン、ナショター、チェネカ、オコーチーレイク、オコノモワック、サミット、ラクラベルの町が入っている。

### 主要高規格道路
| - 州間高速道路94号線 - 州間高速道路43号線 - アメリカ国道18号線 - アメリカ国道41号線 - アメリカ国道45号線 | - ウィスコンシン州道16号線 - ウィスコンシン州道36号線 - ウィスコンシン州道59号線 - ウィスコンシン州道67号線 - ウィスコンシン州道74号線 - ウィスコンシン州道83号線 | - ウィスコンシン州道100号線 - ウィスコンシン州道145号線 - ウィスコンシン州道175号線 - ウィスコンシン州道164号線 - ウィスコンシン州道190号線 |

### 隣接する郡
- ワシントン郡 - 北
- オゾーキー郡 - 北東
- ミルウォーキー郡 - 東
- ラシーン郡 - 南東
- ウォルワース郡 - 南西
- ジェファーソン郡 - 西
- ドッジ郡 - 北西

## 人口動態

2000人口ピラミッド

以下は2000年国勢調査による人口統計データである。
| 基礎データ - 人口: 360,767人 - 世帯数: 135,229 世帯 - 家族数: 100,475 家族 - 人口密度: 251人/km2（649人/mi2） - 住居数: 140,309軒 - 住居密度: 98軒/km2（252軒/mi2） 人種別人口構成 - 白人: 95.77% - アフリカン・アメリカン: 0.73% - ネイティブ・アメリカン: 0.22% - アジア人: 1.49% - 太平洋諸島系: 0.02% - その他の人種: 0.87% - 混血: 0.90% - ヒスパニック・ラテン系: 2.63% 先祖による構成 - ドイツ系：44.5％ - ポーランド系：9.2％ - アイルランド系：7.7％ - イタリア系：7.5％ 言語による構成 - 英語：94.3％ - スペイン語：2.2％ - ドイツ語：1.2％ | 年齢別人口構成 - 18歳未満: 26.3% - 18-24歳: 6.8% - 25-44歳: 29.8% - 45-64歳: 25.1% - 65歳以上: 12.0% - 年齢の中央値: 38歳 - 性比（女性100人あたり男性の人口） - 総人口: 96.8 - 18歳以上: 94.4 世帯と家族（対世帯数） - 18歳未満の子供がいる: 35.4% - 結婚・同居している夫婦: 64.8% - 未婚・離婚・死別女性が世帯主: 6.8% - 非家族世帯: 25.7% - 単身世帯: 20.9% - 65歳以上の老人1人暮らし: 8.1% - 平均構成人数 - 世帯: 2.63人 - 家族: 3.08人 収入と家計 - 収入の中央値 - 世帯: 62,839米ドル（2007年推計では71,907ドル） - 家族: 71,773米ドル（2007年推計では85,116ドル） - 性別 - 男性: 49,232米ドル - 女性: 31,643米ドル - 人口1人あたり収入: 29,164米ドル - 貧困線以下 - 対人口: 2.7% - 対家族数: 1.7% - 18歳未満: 2.5% - 65歳以上: 4.0% |

## 郡政府
ウォキショー郡では、郡執行役（郡長）、郡政委員会議長、郡事務官、財務官、登記官、巡回裁判所事務官、地区検事、および保安官が選挙で選ばれる役人であり、共和党員多数で占められている。郡政委員会は19人の委員で構成されている。

### 部門
郡政府の部門は12あり、大半は郡管理センターに入っている。
- 管理部には、財務、人事、情報技術、購買とリスクマネジメント、および管理の5つの課がある。
- 高齢者障害者資源センターは、公的資金を使った長期ケアの唯一の機関である。60歳以上の高齢者、介護士、身体および発達障害のある成人、精神疾患あるいは虐待を受ける成人に対して情報、助言、カウンセル、および支援を提供している[9]。
- ウォキショー郡空港は商業便と民間便に対応しており、航空委員会が監督している。
- 企業相談部

- 緊急対応部

- 連合図書館システムは、郡内16の独立図書館と提携し、図書館サービスの効率的な仕組みを開発し、協調させている。共有電子データベースの購入、夏季図書館プログラム企画、バンを使った図書配達回収サービスを行っている。会員図書館へのインターネットアクセスも監視している。
- 保健人事部

- 医療試験部は、疑いのある死、および殺人、自殺、事故など説明しがたい死を検証している。法執行部や公的健康管理部門と密接に協業し、当面する問題を解決し、また統計を取っている。
- 公園・土地利用部は郡立公園を設計し維持する6つの課を監督している。州や連邦政府の機関とも協業している。企画課は建設と景観作りに関する認可を扱っている。土地保存課は土壌と水質について教育を行い、規制を行っている。水の逸出と土壌の浸食が問題とされている。リサイクル・固形廃棄物課は廃棄物のリサイクルと処理を監督している。肥料化やゴミの減量のようなテーマでの教育や、リサイクル施設の見学などを企画している。公式マスコットはリサイクルアライグマである。環境健康課は動物福祉問題、食品安全問題（食堂検査など）、大気、上下水、安全問題（ラドンテスト、井戸の検査、感染システムモニタリングなど）を扱っている。土地情報システム課は土地の利用と開発について地理情報データベースを作成し、データの可視化を行っている。
- 公共事業部

- 保安官事務所

- ウィスコンシン大学公開講座は、ウィスコンシン大学の資源を住民が利用できるようにするものである。事務所は郡管理センターの1階にある。

ここには初犯未成年を更生させる非営利団体の180°少年転換事務所も入っている。地区検事事務所と強力な提携も行っている。
- 退役軍人部

## 政治
ウォキショー郡は長年共和党の堅い地盤であり続けている。大統領選挙では1964年以降一貫して共和党候補を支持している。州議会では下院の10議席と上院の6議席を選ぶ選挙区に分割されており、すべて共和党員を選出している。
2008年の大統領選挙では、ジョン・マケインがバラク・オバマに対して25.7％の大差をつけた。州全体ではオバマが13.9％差で勝利した。

## 都市と町
| 都市 | 村 | 村 | 町 | 未編入の町 | 未編入の町 | ゴーストタウン                            |
| --- | --- | --- | --- | --- | --- | ----------------------------------------- |
| - ウォキショー - 郡庁所在地 - ブルックフィールド - マスキゴー - ニューベアリン - オコノモワック - ペウォーキー - デラフィールド - ミルウォーキー（部分） | - ビッグベンド - バトラー - チェネカ - ドーズマン - イーグル - エルムグローブ - ハートランド - ラクラベル - ラノン | - メノモニーフォールズ - マートン - マクウォナゴ - ナショター - ノースプレーリー - オコノモワックレイク - ペウォーキー村 - サセックス - ホェールズ | - ブルックフィールド町 - デラフィールド町 - イーグル町 - ジェネシー - リスボン - マートン町 - マクウォナゴ町 - オコノモワック町 - オタワ - サミット - バーノン - ウォキショー町 | - ベセスダ - ブエナビスタ - キャンプウィットコーム - コルゲイト - イーグルビル - ジェネシーデポ - ゴークスコーナーズ - ガスリー - ジェリコ - レイクファイブ - メイプルトン | - モンチェス - モントレー - ノースレイク - オコーチーレイク - オタワ - セイルズビル - ストーンバンク - サミットセンター - サミットコーナーズ - バーノン | - マスキゴーセトルメント - ナイアアプサラ |

注- ゾーニングの問題により、アンブロシア・チョコレート工場を入れるため、2003年にウォキショー郡の1エーカーがミルウォーキー市に併合されている。